# محمد الحبيب السوسي
محمد حبيب السوسي ولد في 13 أغسطس 1914 بالقيروان وتوفي في 4 مايو 1978 بتونس، كان جنرالا تونسيا من أوائل القادة في القوات المسلحة التونسية.